# Porsche-Diesel Standard N 218
Der Porsche-Diesel Standard N 218 ist die dritte Generation der Zweizylinder-Standard-Schlepperreihe der Porsche-Diesel Motorenbau GmbH in Friedrichshafen am Bodensee. Den Standard 218 gab es in vier verschiedenen Ausführungen. Er löste ab 1957 den Vorgänger Standard 208 ab. Gebaut wurden von 1957 bis 1963 insgesamt mehr als 12.000 Schlepper.

## Merkmale

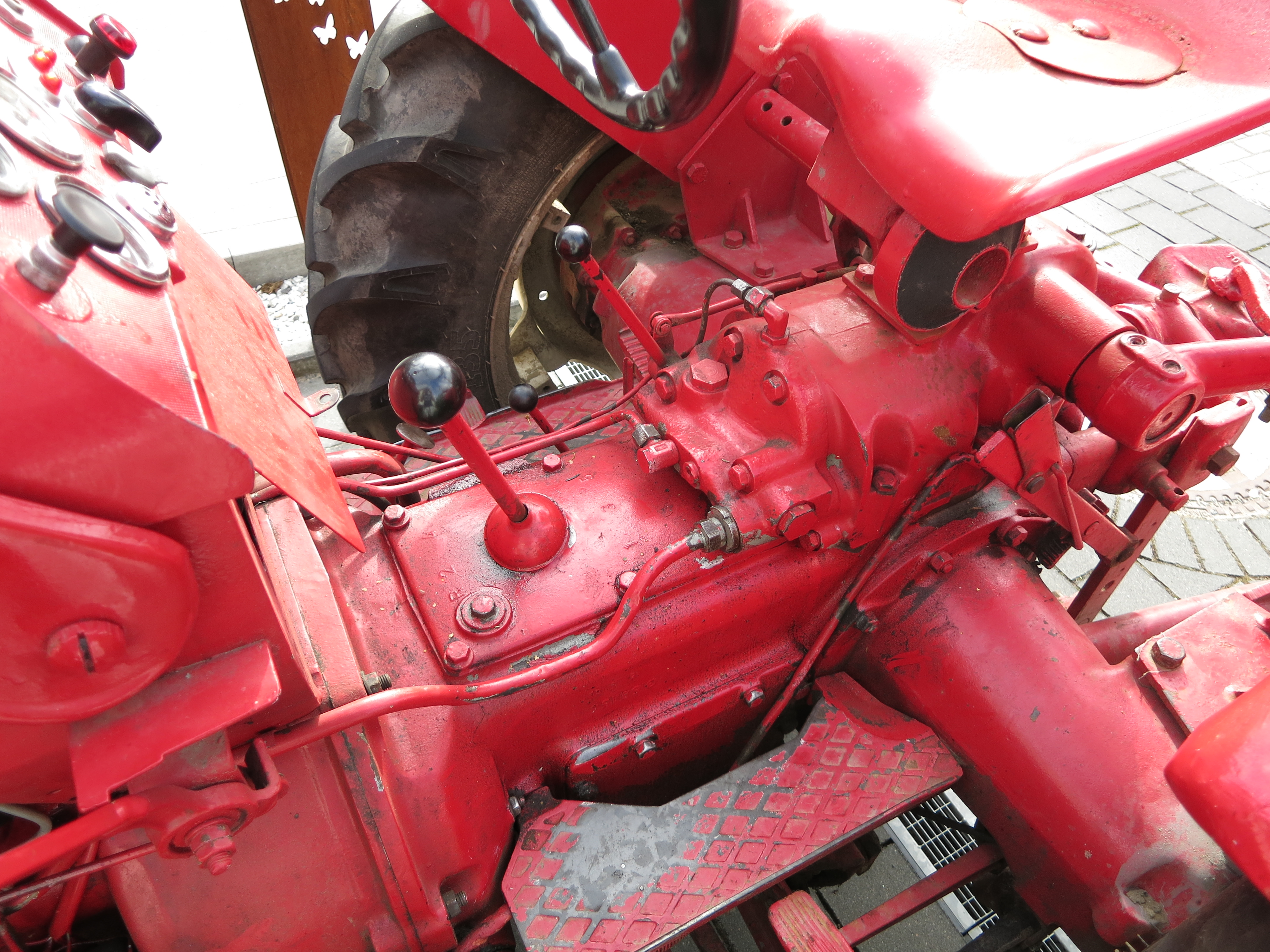
Blick auf den Antriebsstrang
(V-Modell mit Fünfganggetriebe)

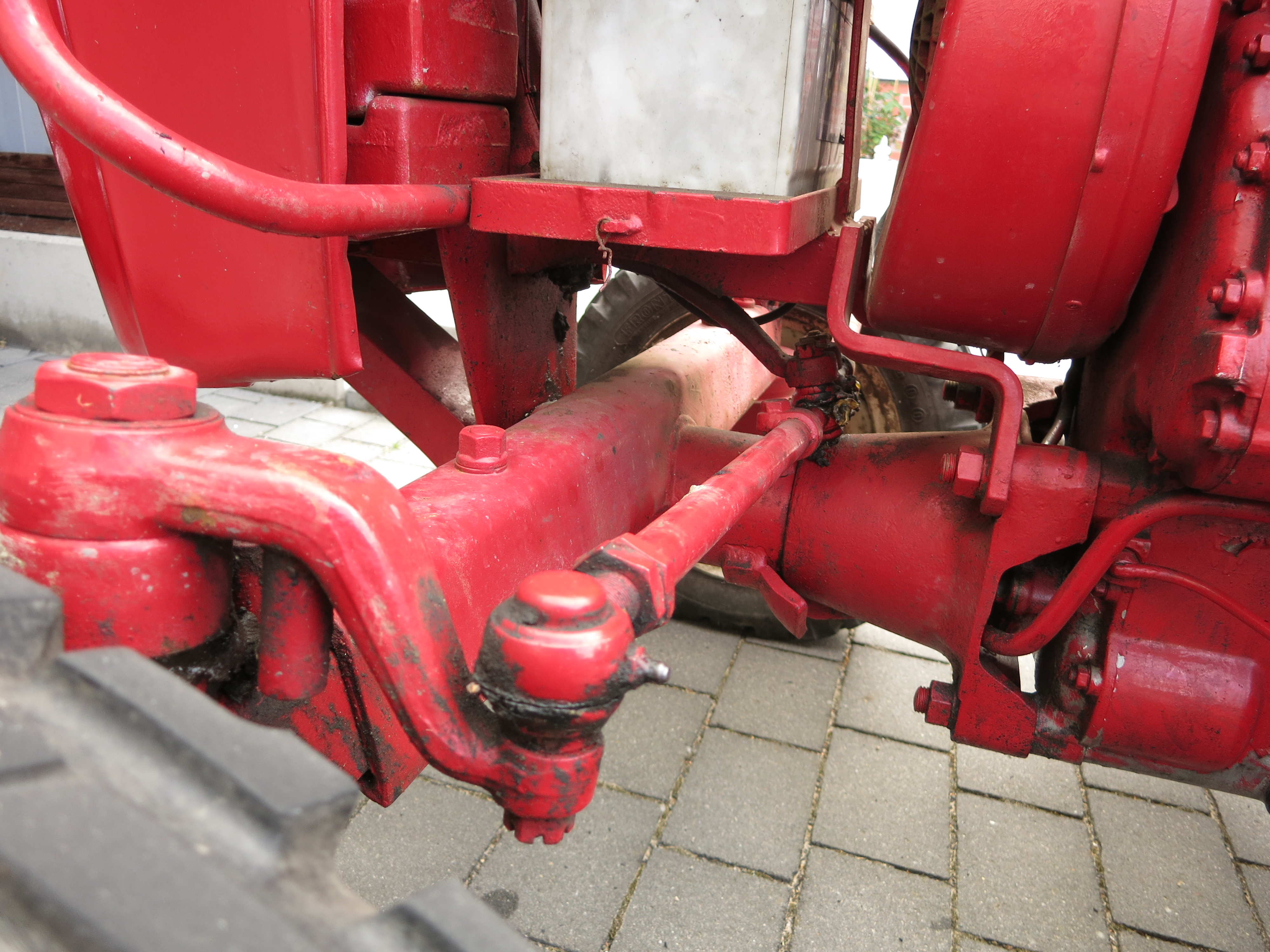
Pendelvorderachse

Die Porsche-218-Schlepper sind in rahmenloser Blockbauweise gefertigt, mit einer Portalachse hinten, und einer Pendelachse vorn; der Radstand beträgt 1668 mm. Durch Ausziehen der Vorderachse kann die Spur vorn verstellt werden. Auf Wunsch war ein Dreipunktkraftheber lieferbar, der ein Gewicht von bis zu 550 kg anheben kann. Die Innenbackenbremse wirkt auf die Hinterräder und kann auch als Lenkbremse wirken. So kann der Porsche 218 auf der Stelle gedreht werden. Die Lenkung und das Getriebe wurden von ZF Friedrichshafen zugeliefert. Alle Schlepper haben sechs Vorwärtsgänge, einen Kriechgang und einen Rückwärtsgang. Die Kupplung ist die Einscheibentrockenkupplung K 200 Z von Fichtel & Sachs, die mit einer ölhydraulischen Voith-Kupplung zusammenarbeitet. Eine Ausnahme bildet der Standard V 218, der nur ein Fünfganggetriebe hat. Die ölhydraulische Kupplung fehlt dem V 218 ebenfalls. Für einen Aufpreis von 500 DM war der Porsche 218 mit Seitenschneidwerk lieferbar. Die zulässige Gesamtmasse beträgt 2.300 kg. Die Traktoren wurden in RAL 3002 (Karminrot) lackiert, die Räder jedoch in RAL 1014 oder 1015 (Elfenbein). Der Standard 218 hat zwischen Tank und Einspritzpumpe keinen Kraftstoffhahn, weil dieser zu schnell undicht würde.

### Ausführungen
Insgesamt gibt es vier verschiedene Varianten des Porsche 218:
- H 218 (1957–1960):

Das Basismodell mit Sechsganggetriebe, ölhydraulischer Voith-Strömungskupplung und Zierleisten.
- V 218 (1958–1961):

Die „vereinfachte“ Ausführung mit Fünfganggetriebe und mechanischer Kupplung, ohne Zierleisten.
- S 218 (1958–1963):

Die „Schmalspur“-Ausführung, wie H 218, davon abweichend jedoch Spurweiten 840 / 1240 mm und Radstand 1620 mm.
- U 218 (1958–1961):

Ausführung wie H 218, zusätzlich dazu mit umschaltbarer Getriebe- und Wegezapfwelle, oftmals mit Vorderradkotflügeln und Verdeck.

### Motor

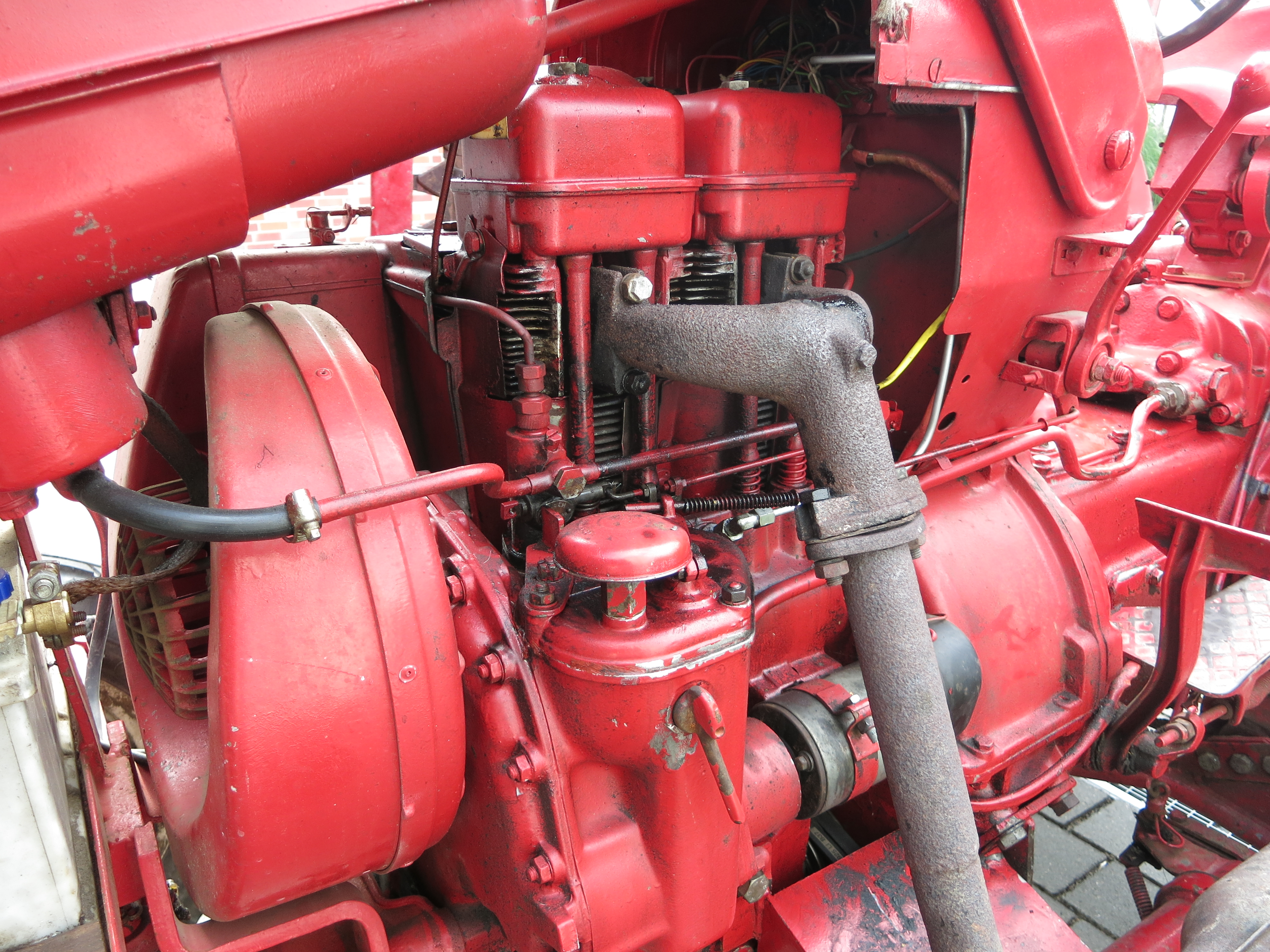
Dieselmotor Porsche F 218

Der Zweizylinder-Reihen-Viertakt-Dieselmotor des Porsche 218 mit der Bezeichnung F 218 hat im Gegensatz zu seinem im Porsche 208 verwendeten Vorgänger Nr. 2066 kein Grauguss-, sondern ein Aluminiumgehäuse. Bohrung und Hub des Motors betragen 95 × 116 mm; der Hubraum beträgt 1644 cm³. Er hat Luftkühlung mit Radialgebläse. Das Motorgehäuse ist zweiteilig, auch andere Elemente wie die Kurbelwelle mit angeschraubten Gegengewichten, schräg geteilte Pleuel und die Reiheneinspritzpumpe von Bosch sowie die Stoßstangen aus Aluminium wurden vom Motor 2066 beibehalten. Die Kurbelwelle ist dreifach gelagert. Die Schmierung arbeitet mit Druckumlauf, die Luft wird von einem Ölbadluftfilter gereinigt. Die hängenden Ventile werden über eine zahnradgetriebene untenliegende Nockenwelle betätigt. Um mit der Luft ein zündfähiges Gemisch zu bilden, wird der Kraftstoff beim Porsche F 218 in Wirbelkammern eingespritzt. Jeder Kolben hat fünf Kolbenringe. Während der Produktionszeit gab es zeitweilig auch eine Ausführung mit nur vier Kolbenringen. Das Schwungrad hat einen Durchmesser von 40 cm. Der Motor entwickelt bei 2000 min−1 eine Leistung von 25 PS (18 kW) sowie ein Drehmoment von 8,95 kpm (88 Nm). Die maximale Drehmomentabgabe liegt bei 9,3 kpm (91 Nm) bei 1800 min−1. Die minimale Kompression des Motors beträgt 18 atü (18,63 bar), das Verdichtungsverhältnis 19 : 1. Der Treibstoffeinspritzdruck der Einspritzpumpe beträgt 149 atü (147 bar). Die Cetanzahl des Dieselkraftstoffes soll 44 Cetan nicht unterschreiten.

## Wartung
Für die Wartung des Schleppers werden verschiedene Größen genannt. Die optimale Kompression des Motors wird mit 24 bis 28 bar angegeben, bei weniger als 18,2 bar soll der Motor nicht weiter betrieben werden. Der Motoröldruck soll mindestens 0,8 kg/cm² betragen, maximal 5,0 kg/cm². Der Öldruck des Dreipunktkrafthebers soll sich auf 74 kg/cm² belaufen. Das Motoröl soll nur gewechselt werden, wenn es warm ist. Das Ölwechselintervall beträgt bis zur 100. Betriebsstunde 50 Stunden. Danach soll das Öl etwa alle 20 bis 50 Stunden gewechselt werden. Es soll nur Hochleistungsmotorenöl mit der Viskositätsstufe SAE 20 oder SAE 30 verwendet werden, bei Temperaturen von weniger als −9,4 °C soll SAE-10-Öl verwendet werden. Die Ölmenge beträgt 5⅔ Liter. Ölbadfilter und Öllüftungsfilter sind regelmäßig zu reinigen, ebenso das Ölsieb und der Hauptstromfilter. Die Papierkartusche des Hilfsstromfilters muss bei jedem Ölwechsel erneuert werden, wenn vorhanden. Der Ölbadluftfilter soll regelmäßig bis zur Maximalmarkierung aufgefüllt werden; das Öl soll einmal monatlich gewechselt werden, in staubigen Regionen häufiger. Als Öl wird Hochleistungsmotorenöl verwendet. Der Wechsel des Getriebeöls wird nach 50 Betriebsstunden empfohlen, danach einmal jährlich. Es sind insgesamt 18 Liter SAE-90-Getriebeöl zu wechseln. Für das Untersetzungsgetriebe werden jeweils 1,9 Liter SAE-90-Getriebeöl gewechselt, erstmals nach 500 Betriebsstunden, danach jährlich einmal. Die Ölmenge des Krafthebers beträgt 4 Liter SAE-10-Motorenöl. Erstmals gewechselt werden soll das Öl nach 50 Betriebsstunden, danach ebenfalls einmal jährlich.

## Bestand
In der Bundesrepublik Deutschland waren am 1. Januar 2016 noch 1.395 Porsche-Diesel 218 zugelassen.
| HSN/TSN  | Modell | kW     | 1.1.2010 | 1.1.2011 | 1.1.2012 | 1.1.2013 | 1.1.2014 | 1.1.2015 | 1.1.2016 |
| -------- | ------ | ------ | -------- | -------- | -------- | -------- | -------- | -------- | -------- |
| 0443/211 | 218    | 18     | 1709     | 1709     | 1706     | 1712     | 1431     | 1403     | 1395     |
| Quelle   | Quelle | Quelle | [ 6 ]    | [ 7 ]    | [ 8 ]    | [ 9 ]    | [ 10 ]   | [ 11 ]   | [ 5 ]    |

## Galerie

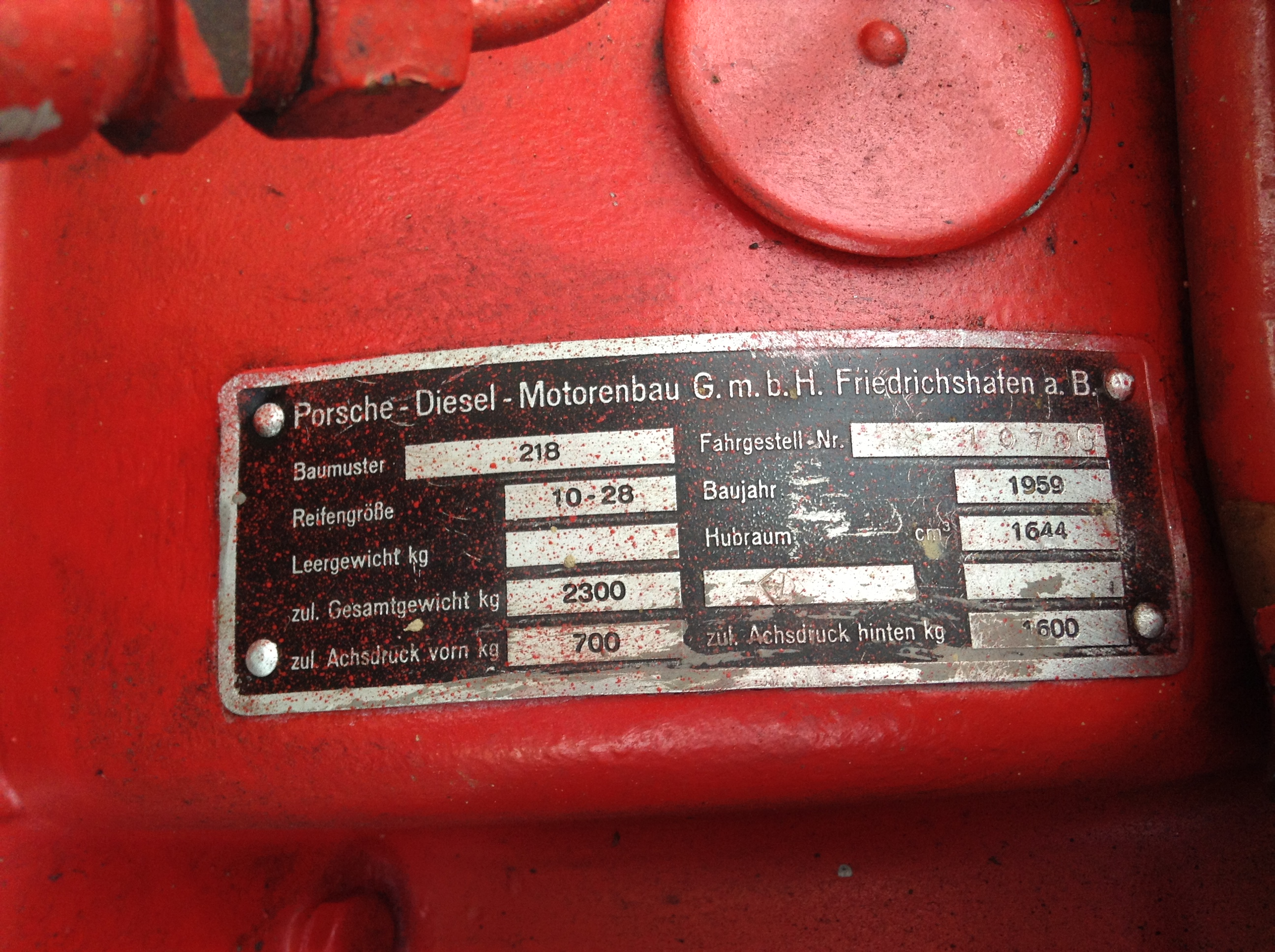
Typenschild eines Porsche-Diesel V 218, Baujahr 1959
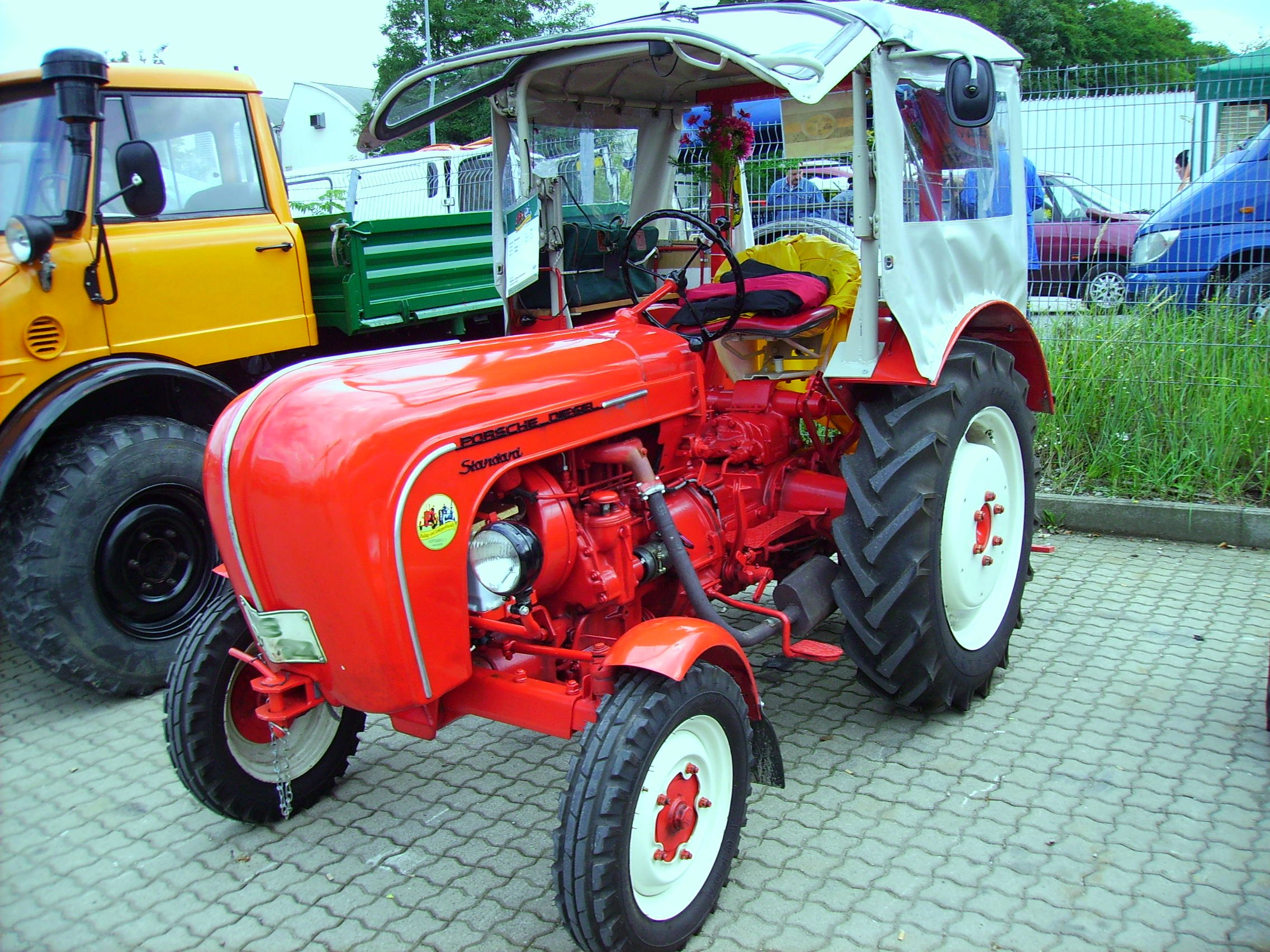
Porsche-Diesel Standard U 218, Baujahr 1958
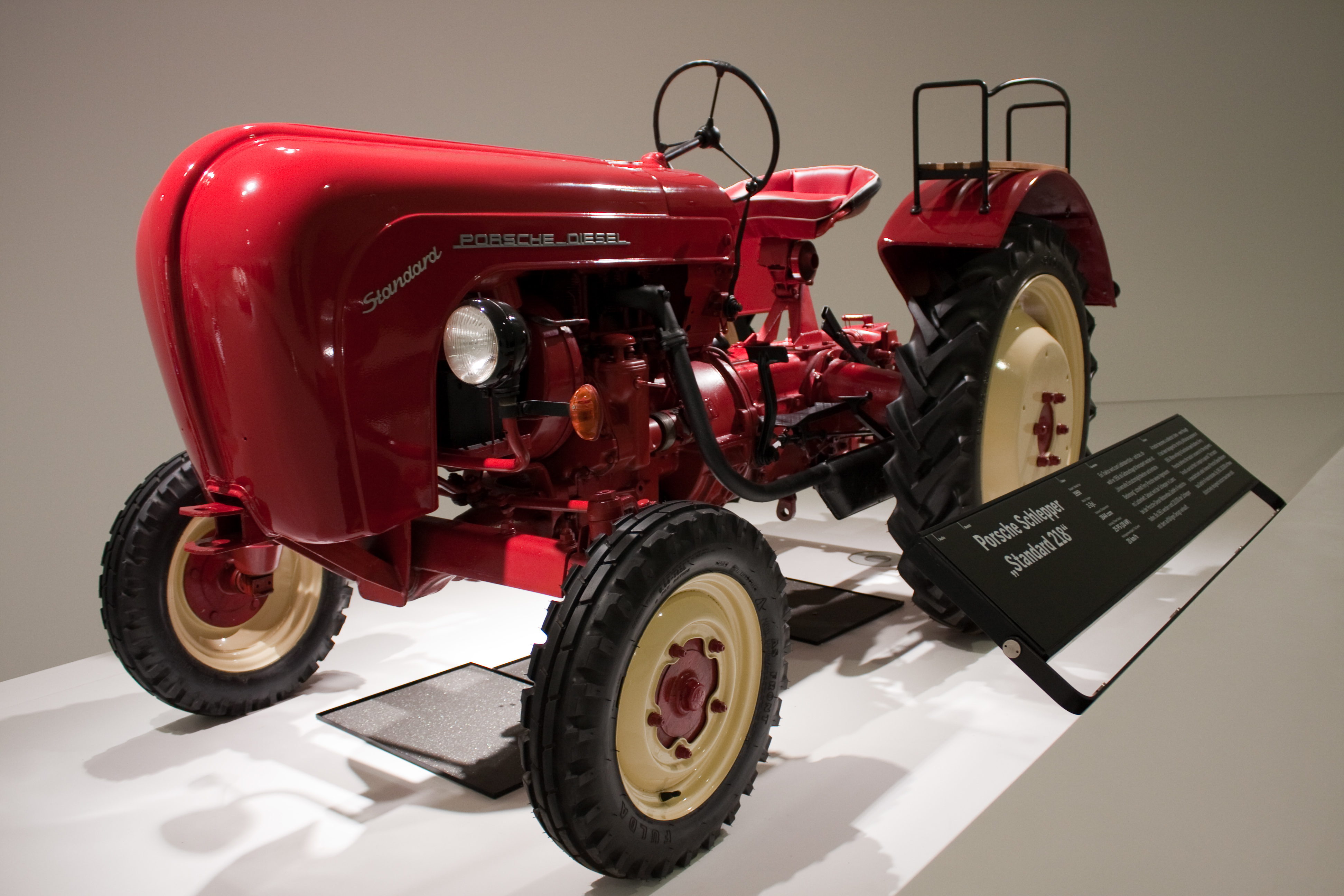
Porsche-Diesel Standard 218 im Porsche-Museum
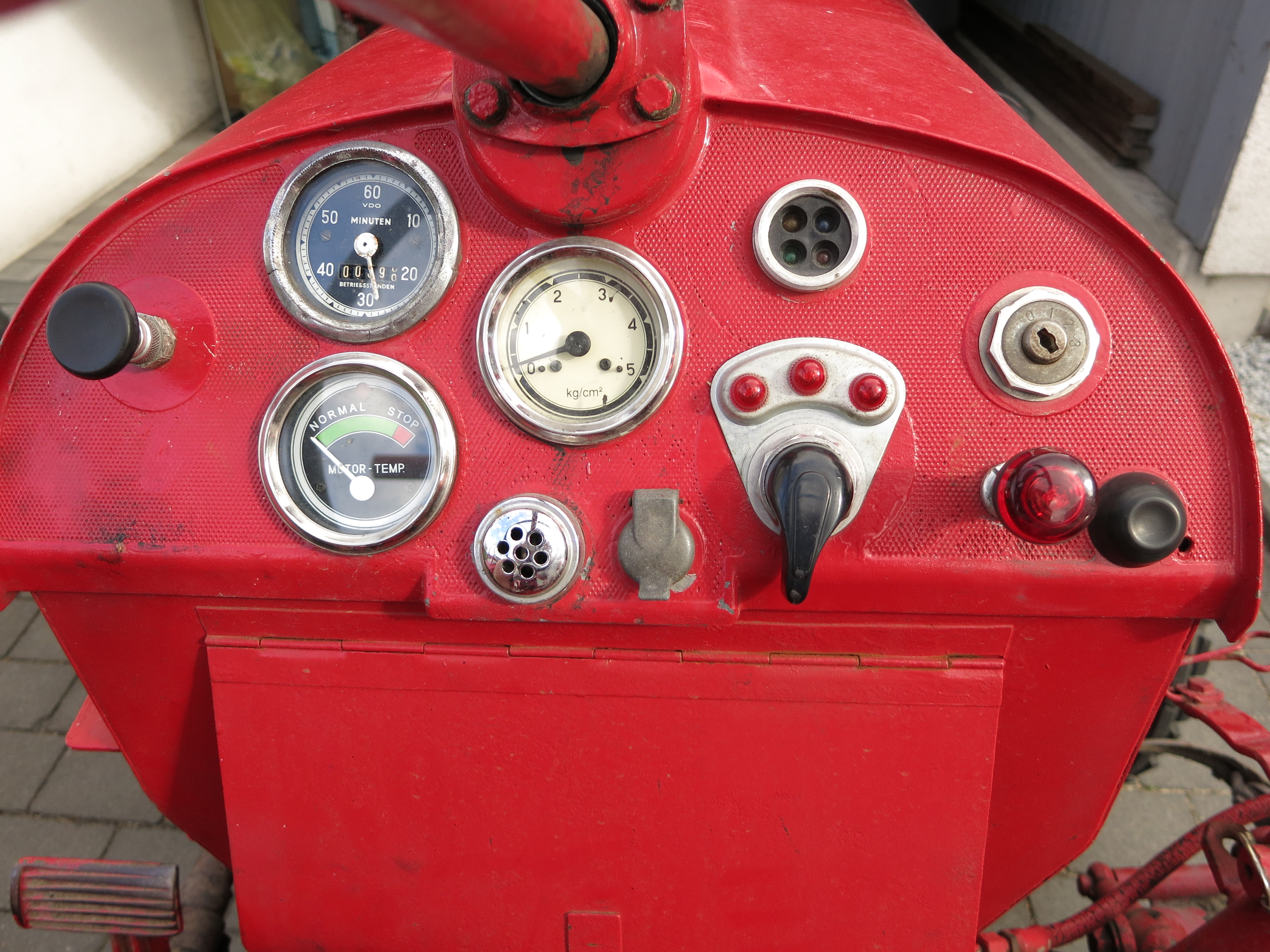
Armaturenbrett des Porsche-Diesel 218 (Für genaue Beschreibung anklicken.)
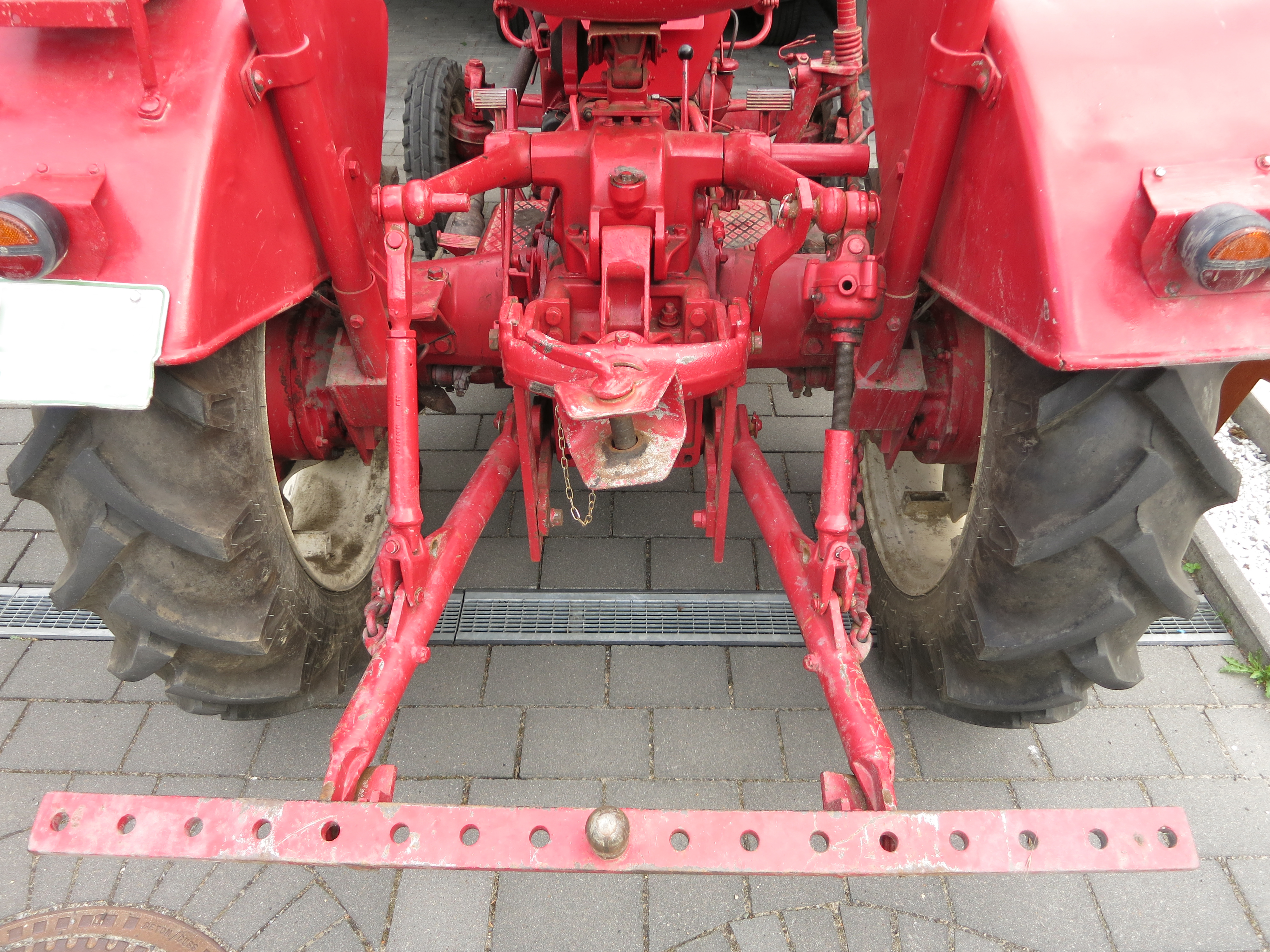
Blick von hinten auf den Schlepper: Mit Ackerschiene, Zugmaul und Kraftheber.
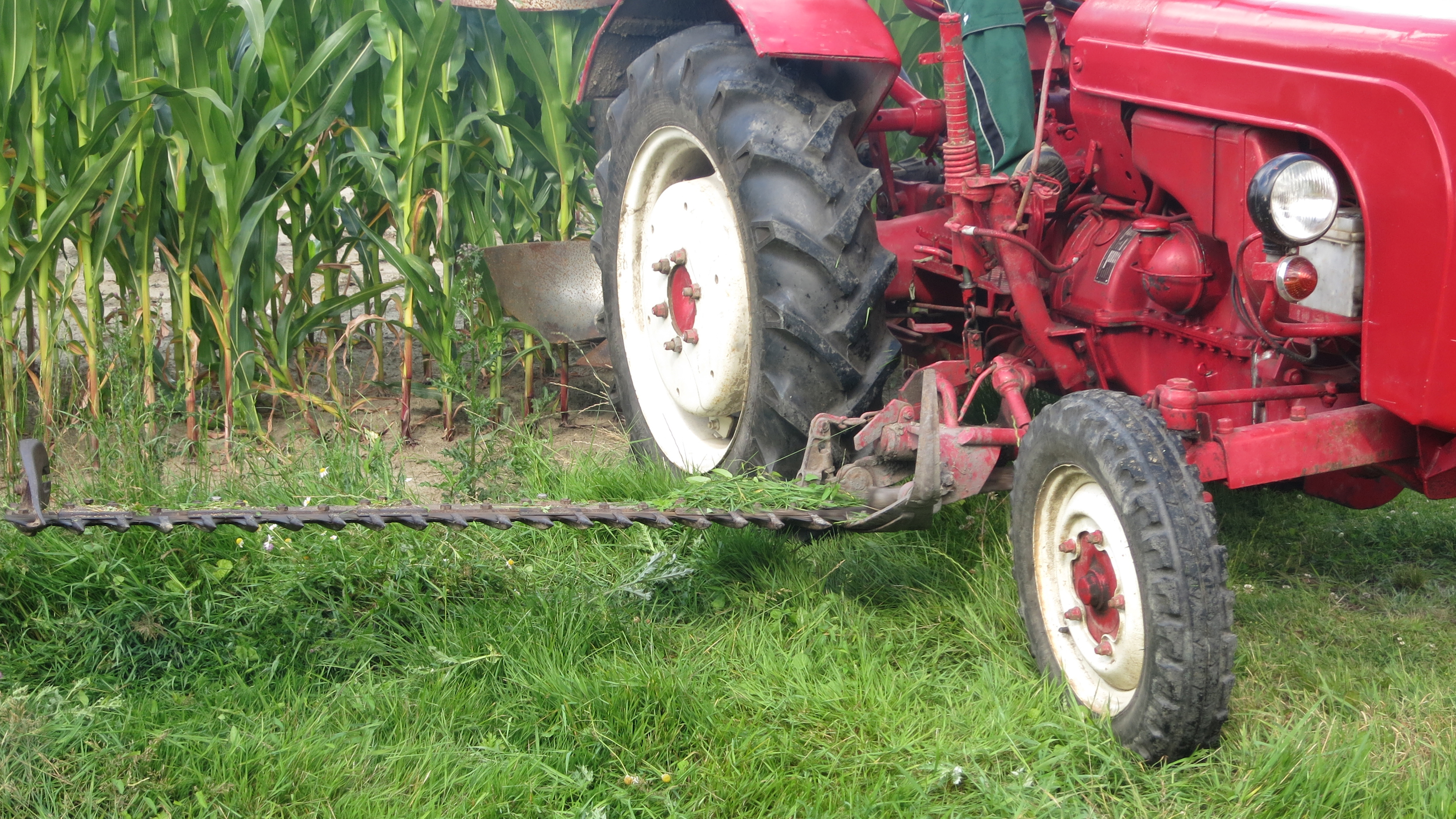
Aufpreispflichtiges Seitenschneidwerk

## Quelle
- Wie bediene ich meinen Standard – Betriebsanleitung, 1959